# Fritz Becher

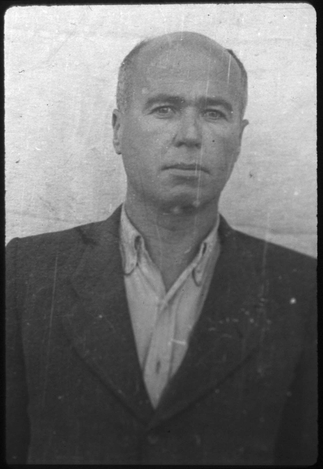
Fritz Becher in amerikanischer Internierung. Aufnahme von 1945

Fritz Becher (* 24. Oktober  1904; † 29. Mai 1946 in Landsberg am Lech) war Funktionshäftling im KZ Dachau.
Becher, verheiratet und Vater eines Kindes, war von Mai 1938 bis Ende Juni 1943 politischer Häftling im KZ Dachau. Becher war Stubenältester und später zeitweise Blockältester im Pfarrerblock. Nach seiner Festnahme wurde Becher am 15. November 1945 im Dachau-Hauptprozess, der im Rahmen der Dachauer Prozesse stattfand, als Kriegsverbrecher von einem US-amerikanischen Militärgericht angeklagt und am 13. Dezember 1945 mit 35 weiteren Mitangeklagten zum Tod durch den Strang verurteilt. Beim Urteil wurden als individuelle Exzesstaten bei Becher die schwere Misshandlung von Häftlingen mit Todesfolge in einem Fall sowie die Durchführung von Strafübungen, bei denen mehrere Geistliche starben, berücksichtigt. Das Urteil wurde am 28. Mai 1946 im Kriegsverbrechergefängnis Landsberg vollstreckt.